# Seiyu Awards
Les Seiyu Awards sont une cérémonie de récompenses récompensant les seiyūs, acteurs spécialisés dans le doublage dans l’animation japonaise. Il est remis tous les ans depuis sa création en 2007.

## Création et histoire
Les premiers Seiyu Awards ont lieu en mars 2007, au 3D Theater du Tokyo Anime Center d'Akihabara. Créés pour célébrer et récompenser les performances de doublage les plus impressionnantes de l'année, cette cérémonie de récompense est également mise en place pour améliorer le statut parfois précaire de comédien de doublage au Japon, ainsi que de mettre en lumière de jeunes talents. Lors de cette première édition, les différentes récompenses sont décernées pour certaines par le vote du public, y compris les prestigieux « Meilleur acteur dans un rôle principal » et « Meilleure actrice dans un rôle principal ». D'autres, comme le « Prix d'excellence » ou la « Meilleure synergie entre deux seiyus » sont décernés par l'académie. Les votes sont ouverts dès octobre 2006, et de nombreux sponsors issus de l'industrie des animés organisent l'évènement, comme Kadokawa.
La deuxième édition des Seiyu Awards se déroule en mars 2008, cette fois à l'UDX Theater, toujours à Akihabara. Cette cérémonie est rediffusée sur la chaîne de télévision BS11, tout comme les suivantes. Certaines catégories sont rajoutées au fur et à mesure des différentes éditions, comme le « prix du public international », crée en 2009. À partir de 2012, la cérémonie se déroule au JOQR Media Plus Hall, cette fois dans le quartier de Minato, toujours à Tokyo. Plusieurs autres catégories sont ajoutées pour la treizième édition des Seiyu Awards, comme le prix du « Seiyu le plus prolifique de l'année », ou le prix de la « Meilleure performance dans un jeu vidéo »,.  
La quatorzième édition se voit perturbée par la pandémie de Covid-19 au Japon, et la cérémonie est annulée en conséquence,, les prix étant annoncés par le biais d'un communiqué. À partir de l'année 2023, les prix ne sont plus séparés en fonction du genre.  
En plus des prix récompensants les meilleures performances de l'année écoulée, d'autres prix félicitent l'ensemble de la carrière de certains doubleurs, comme Yoshiko Sakakibara, Hiroshi Masuoka, Toshio Furukawa, Junko Hori ou Mari Shimizu (en), ces dernières recevant toutes les deux un prix en 2017.  

## Récapitulatif des différentes cérémonies
| Cérémonie           | Meilleur acteur dans un rôle principal    | Meilleure actrice dans un rôle principal  | Meilleur acteur dans un second rôle                    | Meilleure actrice dans un second rôle                  | Révélation masculine                                                                      | Révélation féminine                                                                                 | Meilleure performance vocale dans une chanson                                                     | Meilleure personnalité             | Prix du public |
| ------------------- | ----------------------------------------- | ----------------------------------------- | ------------------------------------------------------ | ------------------------------------------------------ | ----------------------------------------------------------------------------------------- | --------------------------------------------------------------------------------------------------- | ------------------------------------------------------------------------------------------------- | ---------------------------------- | -------------- |
| 1re édition （2007) | Jun Fukuyama                              | Romi Park                                 | Akira Ishida Kōki Miyata                               | Ami Koshimizu Yūko Gotō                                | Tetsuya Kakihara Masakazu Morita                                                          | Yui Kano (en) Aya Hirano                                                                            | Nana Mizuki                                                                                       | Masumi Asano                       | －             |
| 2de édition (2008)  | Mamoru Miyano                             | Aya Hirano                                | Daisuke Ono Hiroshi Kamiya                             | Rie Kugimiya Mitsuki Saiga                             | Wataru Hatano Tsubasa Yonaga (en)                                                         | Emiri Katō (en) Yū Kobayashi (en)                                                                   | Aya Hirano Emiri Katō (en) Kaori Fukuhara (en) Aya Endō                                           | Ken'ichi Suzumura                  | －             |
| 3e édition (2009)   | Hiroshi Kamiya                            | Rie Kugimiya                              | Kazuhiko Inoue Tomokazu Sugita                         | Aya Endō Miyuki Sawashiro                              | Nobuhiko Okamoto Yūki Kaji                                                                | Kana Asumi Haruka Tomatsu                                                                           | Megumi Nakajima                                                                                   | Hiroshi Kamiya                     | －             |
| 4e édition (2010)   | Daisuke Ono                               | Miyuki Sawashiro                          | Daisuke Namikawa Shin'ichirō Miki                      | Kikuko Inoue Yui Horie                                 | Atsushi Abe (en) Tomoaki Maeno (en)                                                       | Kanae Itō Aki Toyosaki                                                                              | Aki Toyosaki Yōko Hikasa Satomi Satō Minako Kotobuki Ayana Taketatsu                              | Masaya Onosaka (en)                | －             |
| 5e édition (2011)   | Aucune nomination cette année.            | Aki Toyosaki                              | Nobuhiko Okamoto Kazuya Nakai                          | Satomi Arai Kanae Itō                                  | Kōki Uchiyama                                                                             | Hisako Kanemoto Satomi Satō                                                                         | Minori Chihara                                                                                    | Aki Toyosaki                       | －             |
| 6e édition (2012)   | Hiroaki Hirata                            | Aoi Yūki                                  | Ryōhei Kimura (en) Mamoru Miyano                       | Emiri Katō (en)                                        | Takuya Eguchi Yoshitsugu Matsuoka                                                         | Ai Kayano Shiori Mikami (en)                                                                        | Takuma Terashima (en) Ken'ichi Suzumura Kishō Taniyama Mamoru Miyano Jun'ichi Suwabe Hiro Shimono | Yuka Iguchi                        | Hiroshi Kamiya |
| 7e édition (2013)   | Yūki Kaji                                 | Kana Asumi                                | Yūki Ono Jun'ichi Suwabe                               | Sayaka Ohara Haruka Tomatsu                            | Nobunaga Shimazaki Kazutomi Yamamoto (en)                                                 | Kaori Ishihara Rumi Ōkubo (en)                                                                      | Kana Asumi Miyu Matsuki Yuka Ōtsubo (en)                                                          | Mitsuo Iwata (en)                  | Hiroshi Kamiya |
| 8e édition (2014)   | Yūki Kaji                                 | Rina Satō                                 | Yoshimasa Hosoya (en)                                  | Yui Ishikawa                                           | Kaito Ishikawa Daiki Yamashita                                                            | Maaya Uchida                                                                                        | Maaya Uchida                                                                                      | Non attribué cette année.          | Hiroshi Kamiya |
| 9e édition (2015)   | Daisuke Ono                               | Sayaka Kanda                              | Katsuyuki Konishi Toshiyuki Morikawa                   | Miyuki Sawashiro Kana Hanazawa                         | Ryōta Ōsaka (en) Soma Saito Natsuki Hanae                                                 | Sora Amamiya Reina Ueda Aya Suzaki (en)                                                             | Les membres du groupe µ's                                                                         | Daisuke Ono Hiroshi Kamiya         | Hiroshi Kamiya |
| 10e édition (2016)  | Yoshitsugu Matsuoka                       | Inori Minase                              | Ken'ichi Suzumura Yoshimasa Hosoya (en)                | Shizuka Itō Saori Hayami                               | Yūichirō Umehara Shunsuke Takeuchi (en) Ayumu Murase                                      | Sumire Uesaka Rie Takahashi Aimi Tanaka (en)                                                        | Les membres du groupe i☆Ris                                                                       | Ken'ichi Suzumura                  | Hiroshi Kamiya |
| 11e édition (2017)  | Ryūnosuke Kamiki                          | Mone Kamishiraishi                        | Hōchū Ōtsuka                                           | Megumi Han                                             | Setsuo Itō (en) Yūma Uchida (en) Yūsuke Kobayashi                                         | Ari Ozawa (en) Sayaka Senbongi Minami Tanaka                                                        | Les membres du groupe Aqours                                                                      | Natsuki Hanae                      | _              |
| 12e édition (2018)  | Toshiyuki Toyonaga                        | Tomoyo Kurosawa (en)                      | Jun'ichi Suwabe                                        | Saori Ōnishi (en) Ayane Sakura                         | Kōtarō Nishiyama (en) Shun Horie (en) Taku Yashiro (en)                                   | Ayaka Nanase (en) Yui Fukuo (en)                                                                    | Les membres du groupe Dōbutsu Biscuits x PPP                                                      | Saori Ōnishi (en) Ayane Sakura     | _              |
| 13e édition (2019)  | Yuma Uchida (en)                          | Yūko Sanpei                               | Tōru Furuya Kenta Miyake                               | Yū Serizawa (en) Nao Tōyama                            | Kōhei Amasaki Mark Ishii (en) Fukushi Ochiai (en) Shugo Nakamura (en)                     | Manaka Iwami (en) Tomori Kusunoki Coco Hayashi (en) Rina Honnizumi (en) Kaede Hondo                 | Les membres du groupe Hypnosis Mic: Division Rap Battle (en)                                      | Jun'ichi Suwabe                    | _              |
| 14e édition (2020)  | Natsuki Hanae                             | Aoi Koga                                  | Kaito Ishikawa Makoto Furukawa (en)                    | Atsumi Tanezaki                                        | Takeo Ōtsuka Gakuto Kajiwara (en) Kotaro Daigo (en) Katsumi Fukuhara (en) Shōgo Yano (en) | Madoka Asahina (en) Miho Okasaki (en) Miyuri Shimabukuro (en) Sayumi Suzushiro Fairouz Ai Nana Mori | Les membres du groupe Roselia (en)                                                                | Showtaro Morikubo (en)             | _              |
| 15e édition (2021)  | Kenjiro Tsuda (en)                        | Yui Ishikawa                              | Takehito Koyasu Nobunaga Shimazaki                     | Reina Ueda Akari Kitō (en)                             | Masahiro Itō (en) Chiaki Kobayashi Shimba Tsuchiya (en)                                   | Rin Aira (en) Kana Ichinose Riho Sugiyama (en) Natsumi Fujiwara (en) Azumi Waki (en)                | Les membres du groupe des Walküre                                                                 | Hiroki Yasumoto                    | _              |
| 16e édition (2022)  | Kenshō Ono (en)                           | Megumi Ogata                              | Fumihiko Tachiki Yūichi Nakamura                       | Mikako Komatsu Rie Takahashi                           | Aoi Ichikawa (en) Reiji Kawashima (en) Gen Satō                                           | Kanata Aikawa (en) Hikaru Akao (en) Nene Hieda (en) Hinaki Yano (en)                                | Soma Saito                                                                                        | Takahiro Sakurai                   | _              |
| Cérémonie           | Meilleur doubleur dans un rôle principal  | Meilleur doubleur dans un rôle principal  | Meilleur doubleur dans un second rôle                  | Meilleur doubleur dans un second rôle                  | Prix de la révélation de l'année                                                          | Prix de la révélation de l'année                                                                    | Meilleure performance vocale                                                                      | Prix de la personnalité de l'année | 最多得票賞     |
| 17e édition (2023)  | Chika Anzai Takuya Eguchi Atsumi Tanezaki | Chika Anzai Takuya Eguchi Atsumi Tanezaki | Shūichi Ikeda (en) Ryōtarō Okiayu (en) Atsumi Tanezaki | Shūichi Ikeda (en) Ryōtarō Okiayu (en) Atsumi Tanezaki | Shūichirō Umeda (en) Hina Suguta (en) Anna Nagase Minami Hinata (en) Shion Wakayama (en)  | Shūichirō Umeda (en) Hina Suguta (en) Anna Nagase Minami Hinata (en) Shion Wakayama (en)            | Les membres du groupe Nijigasaki Gakuen School Idol Club                                          | Aucune nomination                  | —              |
| 18e édition (2024)  | Kana Ichinose Kazuki Ura (en)             | Kana Ichinose Kazuki Ura (en)             | Yōhei Azakami (en) Manaka Iwami (en) Mamiko Noto       | Yōhei Azakami (en) Manaka Iwami (en) Mamiko Noto       | Yurie Igoma (en) Yuki Sakakihara (en) Kikunosuke Toya (ja) Nanoka Hara Hina Yōmiya        | Yurie Igoma (en) Yuki Sakakihara (en) Kikunosuke Toya (ja) Nanoka Hara Hina Yōmiya                  | Les membres du Kessoku Band                                                                       | Aucune nomination                  | —              |